# Zoigl

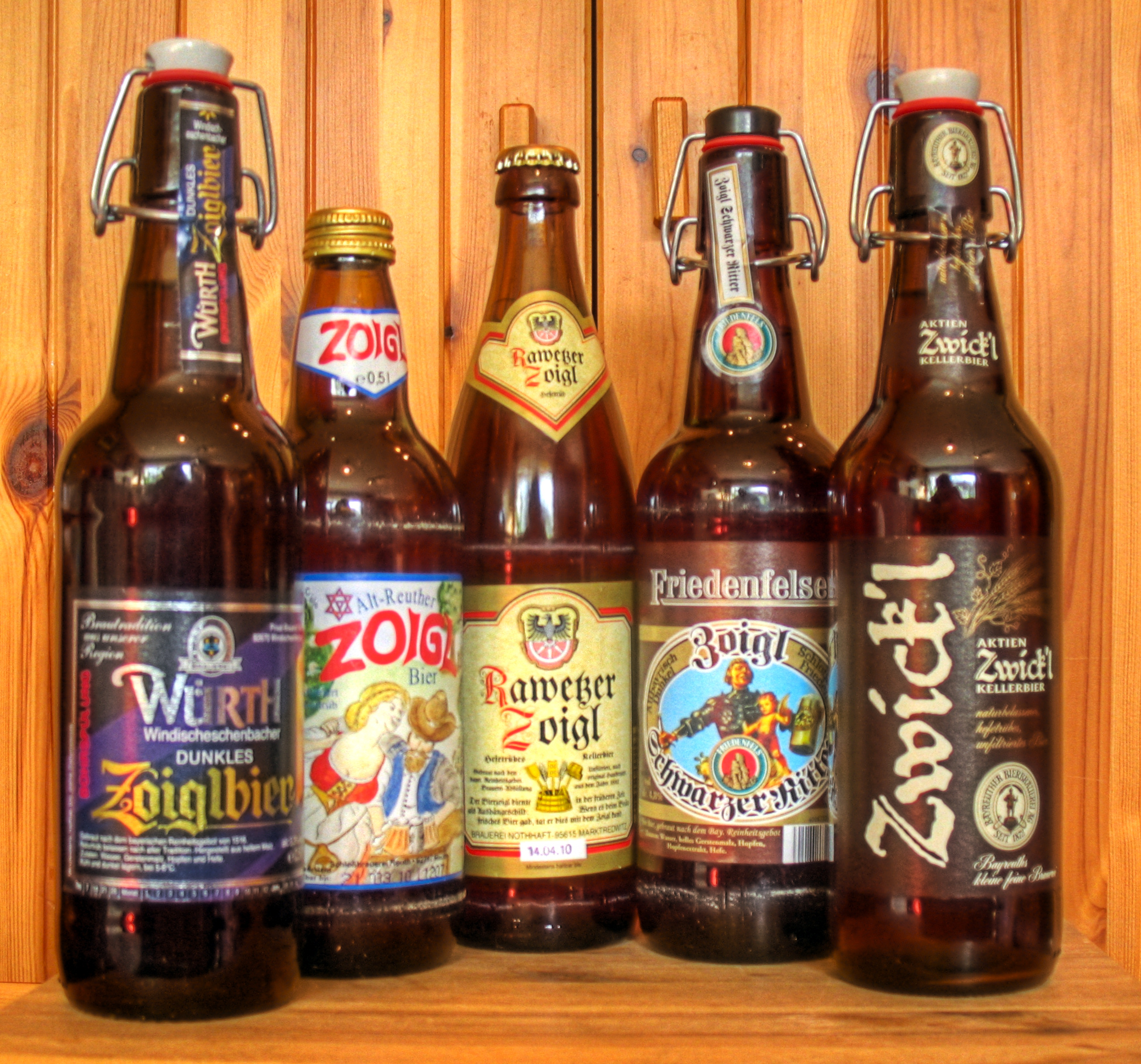
Lo Zoigl

Lo Zoigl è un tipo di produzione tradizionale di birra, da non intendersi come stile birrario a sé, caratteristico di alcuni comuni nel territorio dell'Alto Palatinato.

## La produzione
Esso prevede l'utilizzo da parte di famiglie o soggetti privati di un impianto pubblico (di proprietà del comune o di un'associazione di cittadini): al termine del periodo di disponibilità dell'impianto, il piccolo produttore trasferisce nelle cantine della propria casa le botti per la maturazione (della durata di poche settimane), dopodiché è pronto e autorizzato a servire il suo Zoigl al pubblico di avventori nella sua stessa casa (o spesso in una piccola Gasthaus a conduzione familiare). L'apposizione all'esterno di un "segno" (traduzione del termine dialettale "Zoigl" appunto), costituito da una stella a sei punte, informa che in quel luogo è disponibile Zoigl per la somministrazione.
Quella dello Zoigl è una tradizione antica e radicata fin dall'epoca medievale nei territori bavaresi a nord del fiume Danubio. Già nel XIII e XIV secolo molte famiglie private godevano del diritto di produrre in casa propria della birra destinata - oltre che al proprio consumo - alla vendita ai concittadini. È almeno dei primi anni del Cinquecento la testimonianza dei primi impieghi della tipica insegna - usata ancor oggi - costituita da una stella a sei punte; questo era già da tempo considerato simbolo dei birrai, laddove le tre punte del primo triangolo rappresentavano gli ingredienti acqua, malto e luppolo e quelle del secondo triangolo gli elementi coinvolti nella preparazione fuoco, acqua e aria.

## Caratteristiche
Le birre prodotte secondo la tradizione Zoigl rientrano nella famiglia delle Keller, trattandosi di birre a bassa fermentazione caratterizzate da assenza di filtrazione e da maturazione in cantina (Keller in tedesco) con la botte priva di tappo (da cui la frequente dicitura Ungespundet); ciò comporta una bassa effervescenza della birra, poiché l'anidride carbonica prodotta dai lieviti rimasti in attività (la birra è infatti non filtrata) può facilmente allontanarsi dalla botte.
Anche se, come detto, non è possibile definire un vero e proprio stile Zoigl, queste birre presentano solitamente alcuni caratteri come il colore ambrato più carico rispetto alla media delle Keller, per l'uso di malti più tostati, ed un minore accento luppolato rispetto a queste ultime. I luppoli impiegati sono tradizionalmente quelli tipici della regione dell'Hallertau.

## I luoghi dello Zoigl
I comuni tedeschi, dotati di impianto, in cui è ancora viva la pratica dello Zoigl sono attualmente 5:
- Windischeschenbach
- Neuhaus
- Falkenberg
- Mitterteich
- Eslarn